# Nowalukoml
Nowalukoml (auch Nowalukomal; belarussisch und russisch Новалукомль) ist eine Stadt im Süden der belarussischen Wizebskaja Woblasz mit etwa 12.800 Einwohnern (2019).

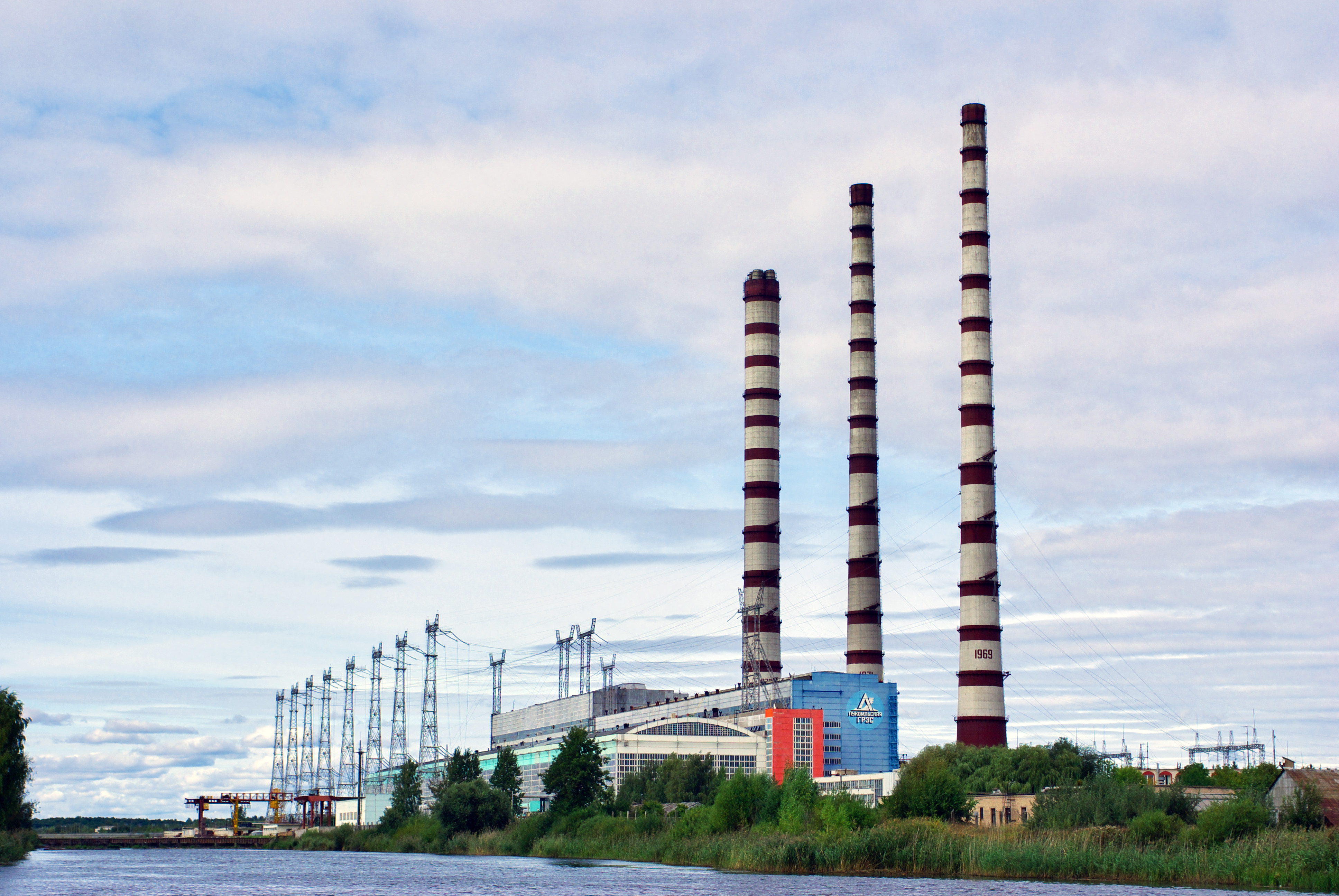
Blick auf das Kraftwerk und den Lukomlskoje-See

Die 1964 im Zusammenhang mit einem Kraftwerksbau gegründete Ortschaft liegt im Rajon Tschaschniki am 3682 Hektar großen Lukomlskoje-See. Seit 1970 besitzt Nowalukoml den Status einer Stadt.
Nowalukoml hat zwei Gymnasien, drei Kindergärten, einen Kulturpalast, einen Sportkomplex, zwei Bibliotheken und eine Kinderkunstschule.
Das Kraftwerk in der Stadt hat eine Kapazität von 2640 MW und ist das stärkste Kraftwerk in der nordwestlichen Region der GUS. Im  Werk sind mehr als 2000  Menschen beschäftigt, was einem Drittel aller Arbeiter der Stadt entspricht. Außerdem wird Ton, Sand und Kies abgebaut und es gibt Mineralwasserquellen. Zudem wird Wassertourismus und Fischerei auf dem Lukoml-See betrieben.
Nowalukoml befindet sich 108 km südwestlich der Woblasz-Hauptstadt Wizebsk und 177 km nordöstlich der Landeshauptstadt Minsk.

## Persönlichkeiten
In Nowalukoml kam 1974 die belarussische Sprinterin Hanna Kosak zur Welt.

## Bevölkerungsentwicklung
| Demographische Entwicklung |
| -------------------------- |
|                            |